# Philodoria hauicola
Philodoria hauicola är en fjärilsart som först beskrevs av Otto Herman Swezey 1910.  Philodoria hauicola ingår i släktet Philodoria och familjen styltmalar. Inga underarter finns listade i Catalogue of Life.